# عرب‌ساربان
عرب‌ساربان (به ترکی آذربایجانی: Ərəbsarvan) یک منطقهٔ مسکونی در جمهوری آذربایجان است که در شهرستان آق‌سو واقع شده‌است. عرب‌ساربان ۵۱۲ نفر جمعیت دارد.
این روستا در مسیر کاروان‌ها قرار داشت و نام آن نیز به معنی ساربان عرب است.